# Vuelta al Táchira 1966
La 1.ª edición de la Vuelta al Táchira se disputó desde el 25 hasta el 29 de enero de 1966.
Perteneció al calendario de la Federación Venezolana de Ciclismo. El recorrido contó con cinco etapas y 603 km, transitando por el estado Táchira.
El ganador fue el colombiano Martín Rodríguez del equipo Selección de Antioquia, quien fue escoltado en el podio por Victor Leguizamón y Glicerio Penagos.
Las clasificaciones secundarias fueron; Martín Rodríguez ganó la montaña y el sprints y la clasificación por equipos la ganó Selección de Cundinamarca.

## Equipos participantes
Participaron varios equipos conformados por entre 6 y 8 corredores, con equipos de Venezuela y Colombia.
| - Selección de Táchira - Selección de Táchira B - Selección de Carabobo - Selección de Mérida - Selección de Zulia - Selección de Aragua - Selección de Zulia - Selección de Cojedes - Selección de Trujillo - Selección de Colón - Selección de Bolívar - Selección de Lara | - Selección de Antioquía - Selección de Cundinamarca - Selección de Bogotá - Selección de Santander - Selección de Norte de Santander |

## Etapas
| Etapa | Fecha       | Recorrido                 | Km  | Ganador           | Lider             |
| 1ª    | 25 de enero | Circuito en San Cristóbal | 120 | Luis Emilio Vélez | Luis Emilio Vélez |
| 2ª    | 26 de enero | San Cristóbal - La Grita  | 85  | Álvaro Pachón     | Álvaro Pachón     |
| 3ª    | 27 de enero | La Grita - Pregonero      | 117 | Martín Rodríguez  | Martín Rodríguez  |
| 4ª    | 28 de enero | El Delgadito - Morotuto   | 129 | Glicerio Penagos  | Martín Rodríguez  |
| 5ª    | 29 de enero | Morotuto - San Cristóbal  | 152 | Martín Rodríguez  | Martín Rodríguez  |

## Clasificaciones

### Clasificación general
| Posición | Ciclista            | Equipo                          | Tiempo     |
|          | Martín Rodríguez    | Selección de Antioquía          | 19:49:19   |
| 2º       | Glicerio Penagos    | Selección de Cundinamarca       | + 00:23:43 |
| 3º       | Álvaro Pachón       | Selección de Cundinamarca       | + 00:30:19 |
| 4º       | Victor Leguizamón   | Selección de Cundinamarca       | + 00:40:52 |
| 5º       | Francisco Triana    | Selección de Cundinamarca       | + 01:20:13 |
| 6º       | Luis Emilio Vélez   | Selección de Antioquía          | + 01:35:59 |
| 7º       | Antonio Bacca       | Selección de Norte de Santander | + 01:45:52 |
| 8º       | Hernando Gómez      | Selección de Bogotá             | + 02:33:09 |
| 9º       | Roberto Escobar     | Selección de Antioquía          | + 02:34:01 |
| 10º      | Gregorio Carrizales | Selección de Carabobo           | + 02:39:12 |

### Clasificación por Regularidad
| Posición | Ciclista     | Equipo       | Puntos |
|          | Bandera de ? | Bandera de ? |        |
| 2°       | Bandera de ? | Bandera de ? |        |
| 3°       | Bandera de ? | Bandera de ? |        |

### Clasificación de la montaña
| Posición | Ciclista          | Equipo                    | Puntos |
|          | Martín Rodríguez  | Selección de Antioquía    | 27     |
| 2°       | Victor Leguizamón | Selección de Cundinamarca | 17     |
| 3°       | Hernando Gómez    | Selección de Bogotá       | 16     |

### Clasificación de las Metas Volante
| Posición | Ciclista         | Equipo                 | Puntos |
|          | Martín Rodríguez | Selección de Antioquía |        |
| 2°       | Bandera de ?     | Bandera de ?           |        |
| 3°       | Bandera de ?     | Bandera de ?           |        |

### Clasificación Novato
| Posición | Ciclista     | Equipo       | Tiempo |
|          | Bandera de ? | Bandera de ? |        |
| 2°       | Bandera de ? | Bandera de ? |        |
| 3°       | Bandera de ? | Bandera de ? |        |

### Clasificación por equipos
| Posición | Equipo                          | Tiempo     |
|          | Selección de Cundinamarca       | 61:00:59   |
| 2°       | Selección de Antioquía          | + 02:18:33 |
| 3°       | Selección de Norte de Santander | + 06:08:23 |